# Nicolaus Heldvader
Nicolaus Heldvader oder Niels Heldvad (auch Hellevad, Heldvaderus oder Helduader; eigentlich Niels Hansen; fälschlich Johann Nicolaus; * 27. Oktober 1564 in Hellewatt; † 23. August 1634 in Kopenhagen) war ein deutscher Theologe, Astronom, Kalendariograph und Geschichtsschreiber.

## Leben
Heldvader war Sohn des Pfarrers Hans Nissen (1534–1590). Die Familie soll im Doppelkirchspiel Hellewatt und Ekwatt bereits vor der Reformation regelmäßig das Predigeramt innegehabt haben. Die Schulausbildung von Heldvader zählt viele Stationen. Er soll 1575 in Flensburg gewesen sein, 1576 in Hadersleben und 1580 dann in Lüneburg sowie 1583 in Lübeck. Ein Zeugnis ist schließlich aus seiner Schulzeit 1586 und 1587 in Riga erhalten. Dort ging er am 18. Juli 1587 ab. Im Januar 1588 wurde er als Nicolaus Helduaderus in die Matrikel der Universität Rostock eingetragen.
Heldvader beendete sein Studium 1590, um seinem kurz zuvor verstorbenen Vater im Pfarramt von Hellewatt und Eckwatt nachzufolgen. Im selben Jahr gab er erstmals einen Almanach oder Kalender heraus. Darin teilte er Wetterbeobachtungen mit, die schon sein Vater festgehalten hatte, gab astrologische Voraussagungen und Hinweise und erzählte Anekdoten. Heldvaders Almanach war der erste Kalender im dänischsprachigen Gebiet. Heldvader gab ihn bis zu seinem Tod 44 Jahre lang jährlich in nieder- und hochdeutscher sowie dänischer Sprache heraus. Der Kalender erreichte in späteren Jahren eine Auflage von mehr als 100.000 Exemplaren.
1597 verfasste er die dänischsprachige Streitschrift Eleusinia Sacra, in der er das Luthertum gegen den von Herzog Johann Adolf von Schleswig-Holstein-Gottorf vertretenen Calvinismus verteidigte. Aufgrund von Streitigkeiten mit dem calvinistischen Kirchenpräsidenten und Geheimen Rat Johann von Wowern wurde er 1608 aus dem Kirchendienst entlassen, 1611 wiedereingestellt und 1612 erneut entfernt. Er floh zunächst nach Hadersleben.
Von 1613 bis 1615 ließ Heldvader sich mit seiner Familie in einem Kloster in Svendborg nieder. Dort traf er auf König Christian IV. von Dänemark. Dieser nahm ihn mit nach Kopenhagen. Zum 10. Januar 1616 wurde er schließlich vom König zu dessen Astronom und Kalendariograph ernannt. Diese Position hatte er bis zu seinem Tod inne. In seinem im Dezember 1631 für das Jahr 1632 herausgegebenen Kalender soll er den Tod des Reichshofmeisters und königlichen Schwiegersohns Frants Rantzau am 5. November 1632 durch die an diesem Tag eingetragene Buchstabenfolge G B F R I A (= Gud bevare Frants Rantzau I Aar / Gott bewahre Frants Rantzau dieses Jahr) prophezeit haben.

## Werke (Auswahl)
- Conciliatio Calendarii vet. et rec. Astronomiae, Schleswig 1592 (plattdeutsch 1597).
- Eleusinia Sacra. 1597 (Neuauflage 1610)
- Kurtze und einfältige Beschreibung der alten und berühmten Stadt Schleßwig, Schleswig 1633.
- Calendariographia sacra, Kopenhagen 1618.
- Amphitheatrum Fidei Catholicae, & Ceremoniarum Ecclesiae Jesu Christi, Hering, Hamburg 1622.
- Sylva Chronologica Circuli Baltici, Das ist: Historischer Wald und Umbzirck deß Baltischen Meers oder der OstSee, Carstens, Hamburg 1625.